# Dominio di collisione
In una rete di calcolatori, un dominio di collisione è un insieme di nodi che concorrono per accedere allo stesso mezzo trasmissivo e successivamente trasmettere. Facendo riferimento al modello ISO/OSI, questo concetto si colloca nel livello datalink e, in particolare, al sottolivello di accesso al mezzo trasmissivo (MAC, Media Access Control).

## Descrizione
L'espressione ha origine nelle reti in cui l'accesso al mezzo trasmissivo è regolato in modo non deterministico: un nodo (più precisamente l'hardware di rete di cui esso è munito) può cercare di accedere al mezzo in qualunque momento ma, se questo risulta già occupato da una trasmissione in corso, si ha una collisione e il nodo attende per un tempo casuale prima di ritentare. Il tempo casuale viene incrementato ad ogni nuovo tentativo fallito, per cui si può avere un rapido decadimento delle prestazioni della rete in situazione di traffico intenso. Vedi anche IEEE 802.3.
Naturalmente, quanto più è ampio un dominio di collisione, tanto più probabili sono le collisioni e quindi anche il decadimento della velocità di trasmissione all'interno del dominio. È dunque importante limitare la proliferazione dei nodi all'interno di uno stesso dominio di collisione. Poiché dispositivi come repeater e hub si limitano a inoltrare ogni trasmissione ricevuta a tutti i nodi cui sono collegati, espandere una rete tramite simili dispositivi può portare a creare domini di collisione sempre più ampi e quindi meno efficienti.
Dispositivi come switch e bridge, invece, possono essere usati per suddividere un dominio di collisione in parti più piccole, riducendo le collisioni possibili e quindi aumentando l'efficienza di utilizzazione del mezzo trasmissivo condiviso. Infatti, quando due nodi comunicano attraverso uno switch, questo crea una sorta di mezzo trasmissivo dedicato fra i due nodi, su cui essi possono trasmettere senza disturbare le trasmissioni fra gli altri nodi, né esserne disturbati. Si avranno collisioni solo nel caso in cui, mentre lo switch mette in comunicazione due nodi, altri nodi vogliano comunicare proprio con questi.
In generale il concetto di dominio di collisione è in qualche modo legato a quello di dominio di broadcast: un dominio di collisione è anche un dominio di broadcast, ma non vale il viceversa ovvero un dominio di broadcast non è detto che sia anche un dominio di collisione dipendendo strettamente dalla topologia fisica della rete. In una LAN con topologia a bus condiviso o a stella con Hub, i due domini coincidono sempre; in una LAN con topologia a stella con Switch il dominio di broadcast è l'insieme di tutti i dispositivi connessi alla LAN, mentre esiste un dominio di collisione separato su ciascuna porta dello switch.